# Hôpital de la Marine (Miramichi)
Pour les autres significations, voir Hôpital de la Marine (homonymie).
L'hôpital de la Marine (anglais : Seamens' Hospital) est un hôpital situé à Miramichi au Nouveau-Brunswick (Canada), à mi-chemin entre les anciennes villes de Chatham et Newcastle. Il a été construit de 1830 à 1831 dans le but de soigner les marins malades pour le port de Miramichi. Il est resté en service jusqu'en 1921 et a été désigné lieu historique national en 1989 par la Commission des lieux et des monuments historiques du Canada.

## Histoire
L'hôpital de la Marine a été construit de 1830 à 1831 par les commissaires du port de Miramichi et a été financé par les droits de tonnage du port. Il a été en service entre 1831 et 1921, soignant les marins malades ou invalides ayant travaillé dans le commerce du bois de la baie de Miramichi.